# Anta Babacar Ngom
Anta Babacar Ngom Diack, född 1986 eller 1984, i Malika, Senegal, är en senegalesisk entreprenör och politiker. Hon är chef för Sedimagruppen.

## Biografi

### Tidigt liv
Anta Babacar Ngom, föddes 1986  eller 1984.
Som dotter till Babacar Ngom, som är grundare av SEDIMA, växte Anta Babacar Ngom Diack upp på familjens gård i Malika. Hon åkte först till Kanada för att studera. Där hon tog en magisterexamen i nationalekonomi vid York University i Toronto. Hon fortsatte sedan sina studier i Frankrike, där hon avslutade sin Master 2 i internationell projektledning och NICT i Paris, sedan fortsatte hon med sin Master of Business Administration i kommunikation vid Institut d'études politiques de Paris.

### Karriär
Anta Babacar Ngom Diack började sin professionella karriär 2009 inom familjeföretaget Sedima, ett fjäderfäuppfödningsföretag. Hon innehade successivt befattningarna som strategi- och utvecklingschef, direktör för strategi- och utvecklingsdivisionen, innan hon 2016 tog över ledningen helt, och blev chef för hela Sedima. 
I oktober 2019 höll Anta Babacar Ngom i invigningsfesten för den första Kentucky Fried Chicken-restaurangen i Dakar som då öppnades. 
Anta Babacar Ngom Diack är gift och är mor till två barn.

### Politisk karriär
Anta Babacar Ngom Diack skapade sitt politiska parti, Alternativet för nya medborgare (ARC) i augusti 2023. Hon tillkännagav sin kandidatur i presidentvalet 2024 som var planerat till februari 2024  vars första omgång hölls den 24 mars 2024. Hon protesterade mot uppskjutandet av valet och arresterades en kort tid.